# Cochlostoma simrothi
Cochlostoma simrothi ist eine auf dem Land lebende Schneckenart aus der Familie der Walddeckelschnecken (Cochlostomatidae) in der Ordnung Architaenioglossa („Alt-Bandzüngler“).

## Merkmale
Das rechtsgewundene, länglich-turmförmige Gehäuse ist 7 bis 9 mm hoch und 2,5 bis 3,8 mm breit. Es hat 8 bis 9 gut gewölbte Windungen, die von einer tiefen Naht begrenzt sind. Die letzte Windung ist an der Basis gerundet und steigt kurz vor der Mündung an. Die Skulptur besteht aus dicht und regelmäßig stehenden, feinen Rippen. Auf den letzten Windungen sind die Rippen feiner.
Die rundliche Mündung ist stark erweitert und umgebogen. Der breite Mündungsrand ist weißlich und manchmal verdoppelt. Der Spindelrand ist zu einem Ohr ausgezogen, das aber nicht auf dem vorletzten Umgang aufliegt. Der vordere Rand ist dagegen nur undeutlich „geöhrt“. Es ist kein Nabel vorhanden, und Außen- und Innenrand sind durch einen parietalen Kallus miteinander verbunden. Das Gehäuse ist bräunlich-hornfarben.

### Ähnliche Art
Cochlostoma acutum (Caziot, 1908) ist Cochlostoma simrothi sehr ähnlich und wurde oft als Synonym behandelt. Erstere unterscheidet sich jedoch durch das schlankere Gehäuse. Die Rippen sind deutlicher ausgeprägt und stehen etwas enger zusammen. Der Mundsaum ist am unteren Rand und zum Spindelohr hin wesentlich schmaler. Während Cochlostoma simrothi ausschließlich auf Kalkfelsen lebt, kommt Cochlostoma acutum auch auf Totholz im Wald vor.

## Geographische Verbreitung und Lebensraum
Das Verbreitungsgebiet liegt im Grenzgebiet von Südostfrankreich (Vallon de Caïros 5 km westlich von Saorge, Vallon de la Bendola östlich von Saorge, Mont Peyrevieille östlich von Saorge, Breil-sur-Roya, alle Lokalitäten im Département Alpes-Maritimes) und Nordwestitalien (Alta Val Nervia, Provinz Imperia).
Die Tiere leben ausschließlich auf Kalkfelsen in 350 m bis 1850 m über Meereshöhe.

## Taxonomie
Das Taxon wurde 1908 in der Arbeit von Eugène Caziot erstmals beschrieben. Caziot schrieb die neue Art Carlo Pollonera zu. Es geht aus dem Text leider nicht hervor, ob Pollonera tatsächlich einen Beitrag zur Beschreibung geleistet hat oder ob es sich nur um einen Manuskriptnamen oder Sammlungsnamen Polloneras handelte, der von Caziot übernommen wurde.
Das Taxon wurde von einigen Autoren lediglich als Unterart von Cochlostoma patulum behandelt. Die Fauna Europaea führt Cochlostoma (Turritus) simrothi als eigenständige Art. Cochlostoma acutum (Caziot, 1908), ebenfalls aus einem sehr kleinen Gebiet in den Alpes-Maritimes, wurde auch als Synonym von C. patulum, später von C. simrothi aufgefasst. Durch den Fund von sympatrisch lebenden Exemplaren beider Taxa ist die Eigenständigkeit auch von Cochlostoma acutum nachgewiesen.

## Gefährdung
Die Art wird trotz des kleinen Verbreitungsgebietes als nicht gefährdet eingeschätzt.

## Belege

### Online
- AnimalBase - Cochlostoma simrothi (Caziot, 1908)